# 母なるロシア

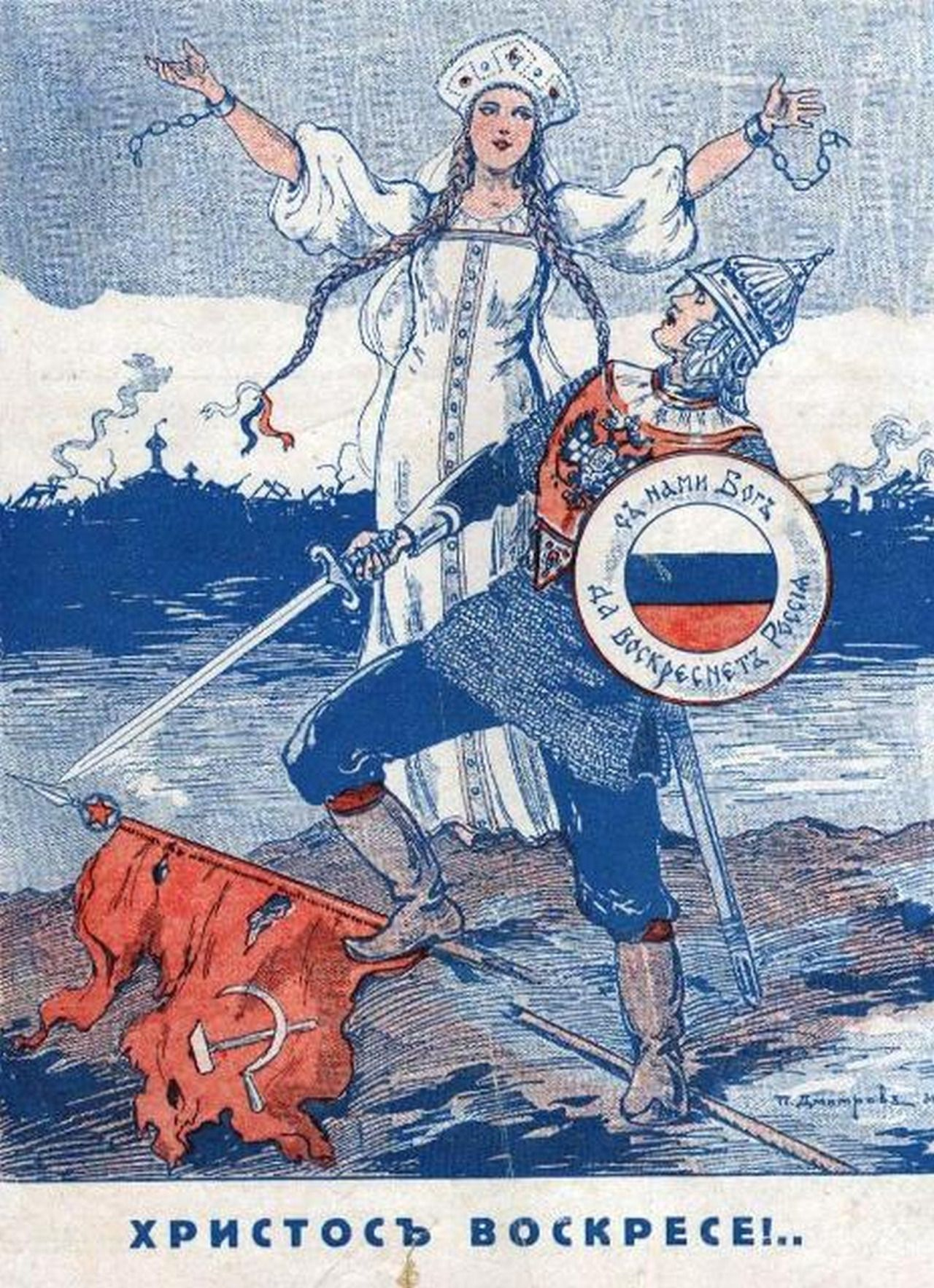
1932年、sentry(ロシア誌)の表紙。中世の鎧を着たロシア人の戦士によって共産主義の旗が踏み潰され、ロシアが解放される様子を描いている

母なるロシア（ははなるロシア）とは、ロシアの擬人化（Personification_of_Russia）を表したもので、伝統的に女性の姿で描かれるため、「母なるロシア」等の名称で呼ばれる。
ロシアでは、Ма́тулка Росси́я（ロシア語のラテン文字表記法: Matushka Rossiya (指小辞)、Мать -Росси́я（ラテン表記:  Mat'-Rossiya）、Ма́тусь（ラテン表記: Matushka Rus、日本語表記「マザー・ラス」）またはРосси́я-ма́тузка（ラテン表記:  Rossiya-matushka、日本語表記「ロシアなる母」）などの他、「母なる祖国」（ははなるそこく、ロシア語: Ро́дина-мать、ラテン表記:  Rodina-mat）の表記がある。
オーランドー・ファイジズらはスラヴ神話の女神モコシが母なるロシアの起源であると考えている。ミハエル・エプスタインはロシアの伝統的な農業への依存が地母神的な観念を生み出し、母なるロシアの概念を生み出したと考えた。

## ギャラリー

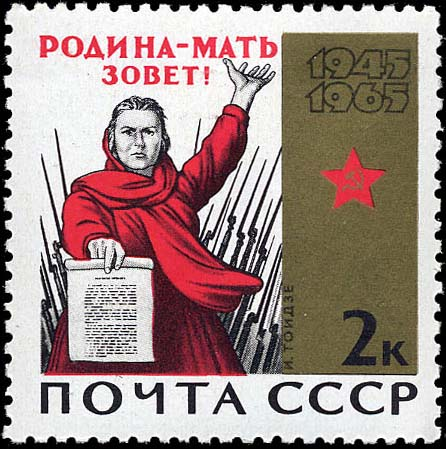
1965年発行のソ連の切手。母国が呼んでいると書かれている。
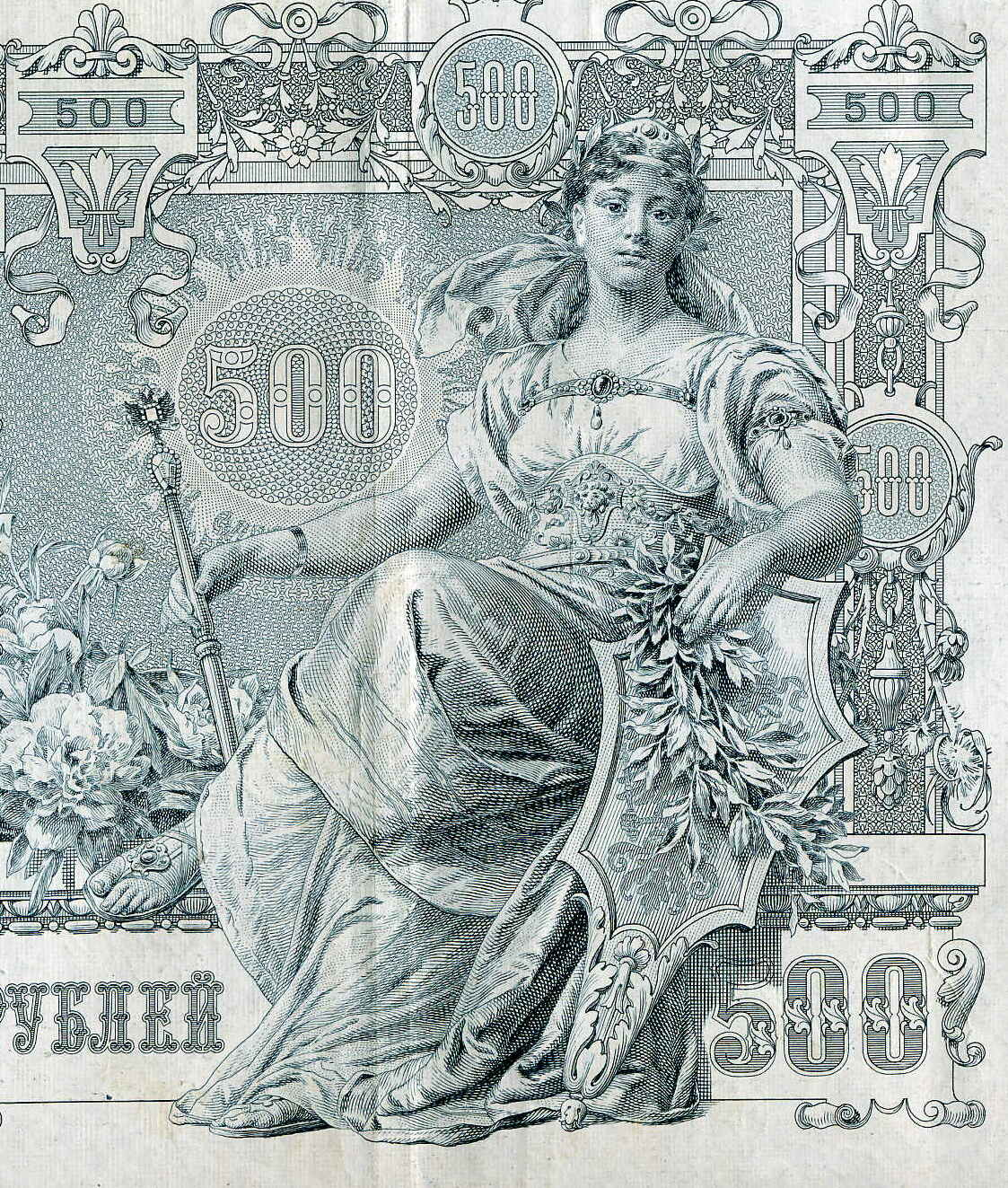
ロシア帝国時代1912年発行の500ルーブル紙幣。

## 関連リンク
- 母なる祖国像

その他のロシアの擬人として扱われるもの 
- ロシアの熊
- 冬将軍